# El Frijolillo, San Martín Chalchicuautla
El Frijolillo är en ort i Mexiko.   Den ligger i kommunen San Martín Chalchicuautla och delstaten San Luis Potosí, i den sydöstra delen av landet, 210 km norr om huvudstaden Mexico City. El Frijolillo ligger 210 meter över havet och antalet invånare är 273.
Terrängen runt El Frijolillo är platt söderut, men norrut är den kuperad. Runt El Frijolillo är det ganska tätbefolkat, med 248 invånare per kvadratkilometer. Närmaste större samhälle är Tamazunchale, 19,3 km väster om El Frijolillo. Omgivningarna runt El Frijolillo är en mosaik av jordbruksmark och naturlig växtlighet.